# Orthonecroscia filum
Orthonecroscia filum är en insektsart som först beskrevs av John Obadiah Westwood 1848.  Orthonecroscia filum ingår i släktet Orthonecroscia och familjen Diapheromeridae. Inga underarter finns listade i Catalogue of Life.